# 1778 في الولايات المتحدة
فيما يلي قوائم الأحداث التي وقعت خلال عام 1778 في الولايات المتحدة.

## الأحداث
- 30 مايو - بينيديكت أرنولد يوقع قسم الولاء الأمريكي في فالي فورج.[1]

## سياسة

### تعيين في المنصب
- 1 يناير – فرانسيس لايتفوت لي عضو مجلس ولاية فرجينيا.
- 31 مارس – سيزر رودني حاكم ولاية ديلاوير [الإنجليزية]‏.

### انتهاء فترة المنصب
- 31 مارس – جورج ريد حاكم ولاية ديلاوير [الإنجليزية]‏.

## مواليد

### يناير
- 1 يناير – توماس دافنبورت سياسي أمريكي.
- 1 يناير – روبرت ميتشل سياسي أمريكي.
- 1 يناير – كواموالي
- 1 يناير – وليام هنري اشلي سياسي أمريكي.

### أبريل
- 27 أبريل – جدعون لي سياسي أمريكي.

### أغسطس
- 22 أغسطس – جيمس كيرك بولدينغ سياسي أمريكي.

### يونيو
- 12 يونيو – فيليب ليفينغستون (مواليد 1716) سياسي أمريكي.